# Cirneco dell'Etna
Cirneco Dell'Etna – rasa psów, należąca do grupy szpiców i psów pierwotnych, zaklasyfikowana do sekcji pierwotnych ras myśliwskich. Nie podlega próbom pracy.

## Pochodzenie
Cirneco Dell'Etna to stara rasa. Większość badaczy zgodnych jest, że pochodzi od psów z Egiptu, których najstarsze szczątki pochodzą z V tysiąclecia p.n.e.
Najprawdopodobniej psy te były przywożone do Europy, do krajów śródziemnomorskich przez Fenicjan.
Cirneco jest obecny na Sycylii od co najmniej 2500 lat, o czym mogą świadczyć podobizny wybijane na monetach z piątego wieku przed naszą erą.
Poza Sycylią Cirneco pojawił się dopiero w latach trzydziestych XX wieku.
Cirneco Dell'Etna pierwotnie używano do polowań na króliki. Jak nazwa sugeruje, psy te hodowano w okolicach Etny. Tereny te są trudne do poruszania się, obfitują w ostre skały, rozpadliny. Z tego względu psy tej rasy są wytrzymałe, zwinne i uważne.

## Wygląd
Najbardziej widoczne cechy tej rasy to trójkątna głowa, spiczasty pysk i uszy. Na pierwszy rzut oka Cirneco są niezwykle podobne do psa faraona. Według standardów jest dokładnie 11 cech różniących te dwie rasy. Najbardziej oczywiste to: Cirneco jest mniejszy, niższy o około 10 cm, ma też bardziej kwadratową sylwetkę.

## Charakter
Cirneco to przede wszystkim pies myśliwski, przyzwyczajony do ciężkiego terenu i warunków, do długiej pracy bez pożywienia i wody. Jest samodzielny, ma silny temperament, przywiązany do swojego właściciela. Jest odporny na choroby.